# Joost Vijdt
 (février 2012).
Si vous disposez d'ouvrages ou d'articles de référence ou si vous connaissez des sites web de qualité traitant du thème abordé ici, merci de compléter l'article en donnant les références utiles à sa vérifiabilité et en les liant à la section « Notes et références ».
Pour les articles homonymes, voir Vijdt.
Joost Vijdt est un riche marguillier de l'église Saint-Jean de Gand (XVe siècle), devenue depuis la cathédrale Saint-Bavon.
Il était propriétaire du château de Cortewalle, à Beveren-Waes.
C'est lui qui commanda le célèbre retable de L'Adoration de l'agneau mystique, réalisé par les frères Jan van Eyck et Hubert van Eyck. Ce polyptyque, chef-d'œuvre de la peinture flamande du Moyen Âge, est exposé aujourd'hui, dans la cathédrale Saint-Bavon de Gand .  
Il était marié à Lysbette Borluut. Le couple qui n'a pas d'enfants essaye de laisser un héritage, en étant les donateurs de cette peinture monumentale. 
Sur l'arrière du polyptyque, lorsque celui-ci est en position fermée, sont représentés les portraits du commanditaire, Joost Vijdt, et de son épouse.
Joost Vijdt meurt en 1439. Son épouse Elisabeth Borluut meurt en 1443 .